# Oceania Confederation of Roller Sports
De Oceania Confederation of Roller Sports (OCRS) is de nationale rolschaatsorganisatie van Australië en de omliggende landen in Oceanië. De OCRS is onderdeel van de Fédération Internationale de Roller Sports. Simon Wilkins is de voorzitter van de organisatie. 
De organisatie beoefent de volgende onderdelen: 
- Inline downhill
- Roller hockey
- Inline hockey
- Speedskating